# ほんの5g
『ほんの5g』（ほんの5グラム）は、1988年11月26日公開の日本映画。監督は太田圭で、富田靖子主演映画として企画され、福山雅治が相手役として俳優デビューとなった。「きみの四角い心がタマに傷」がキャッチコピー。タイトルの“5g”とは、パチンコ玉1個の重さのこと。

## 解説
芸能事務所アミューズが10周年を記念して10本の映画作品製作するという「アミューズ１０ムービーズ」のうちの1作として制作された。アミューズに所属する富田靖子が主演し、オーディションで合格し、本作が映画初出演となった福山雅治（当時歌手デビュー前）が相手役に抜擢された。主な他の出演者は、布川敏和など。
漫画家のいしかわじゅん、指圧師の浪越徳治郎も脇役で出演している。いしかわは当時のエッセイ風マンガ『フロムK』で、撮影状況を描いているが、福山の似顔絵は描いていない。また、勝村政信も端役で出演し、映画初出演している。
パチンコ店のロケは、武蔵小山駅前にあったパチンコ店「パチンコ26号線（現在は閉店）」で行われた。
公開時のキャッチコピーは「きみの四角い心が玉にキズ。」であった。

## ストーリー
寿明日香、島根県出身、短大生、20歳。就職活動に明け暮れる忙しい日々を送っているが、届くのは不採用通知ばかり。田舎の母から送られてきた見合写真にも、幼なじみの三蔵との付き合いにも、そして自分自身にも嫌気がさしていた。ある日、フラフラとパチンコ屋へ足を踏み入れた明日香は、生まれて初めてのパチンコでまさかの“７７７”の大フィーバー。その瞬間から明日香の単調な生活に変化が表れ始めた…。

## キャスト
- 寿明日香 - 富田靖子
- 中河原薫 - 布川敏和
- 橋本三蔵 - 福山雅治
- 大塚 - 岸部シロー
- 村雨 - 浪越徳治郎
- ユリ - 麻木久仁子
- 和津子 - 芦田けい
- オズ- マサイド・ミア
- 山下 - 酒井敏也
- カウンターの娘 - 吉村真理子
- カウンターの娘 - 山下祐美
- いち子 - 前川麻子
- スーツの男 - いしかわじゅん
- 宮島先輩 - 勝村政信
- 松田光子 - 清水ひとみ
- 配達人 - 尾美としのり
- 田野倉 - 大地康雄
- 柳さん - 藤田弓子
- 小林 - 三木のり平
- いち子 - 前川麻子

## スタッフ
- 監督 - 太田圭
- プロデューサー - 中沢敏明、桜井妙子
- 脚本 - 一色伸幸、丸内敏治
- 撮影 - 上田正治（J.S.C）
- 音楽 - 田中公平
- 美術 - 種田陽平
- 照明 - 小中健二郎
- 録音 - 佐藤富士男
- 編集 - 川島章正
- 挿入曲 - 竹内まりや「不思議なピーチパイ」（RCA）
- エンディングテーマ - フェビアン「冒険クラブ」（CBS・ソニー）
  - 作詞・作曲：古賀森男
  - 編曲：古賀森男、松本晃彦
- 製作協力 - アミューズ１０ムービーズ（ＡＣＣ）
- 製作 - 松竹、SEDIC